# ポメロン
ポメロンは、仮想粒子の一種であり、レッジェ理論において導入される真空の量子数を持った粒子である。これは、ハドロン同士の衝突の際の断面積の増大の仕方が高エネルギー時では緩やかになることを説明するために導入されたものである。ポメロンの全運動量の80%はグルーオンが占めることが分かっている。ドイツ電子シンクロトロン研究所の加速器を用いた実験により、ポメロン前方のグルーオンを可視化することに成功した。

## 文献
1. ↑  山下,太郎. “HERAでの電子陽子深非弾性回折散乱における、3ジェット生成の研究”.   東京大学. 2022年9月3日閲覧。